# Mohamed Salah Dembri

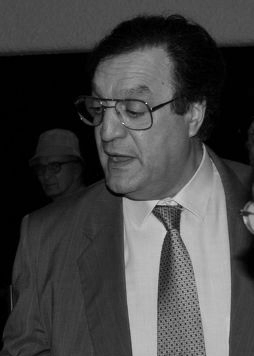
Mohamed Salah Dembri (1980)

Mohamed Salah Dembri (arabisch محمد صالح دمبري, DMG Muḥammad Ṣāliḥ Dambariyy; geboren am 30. Januar 1938 in El Harrouch, Wilaya Skikda; gestorben am 2. Januar 2020 in Frankreich) war ein algerischer Diplomat und Politiker, der unter anderem zwischen 1993 und 1996 Außenminister Algeriens war.

## Leben
Dembri absolvierte nach dem Schulbesuch ein Studium an der Fakultät für Sozialwissenschaften der Universität von Paris. Er war in der Folgezeit unter anderem Generalsekretär des Ministeriums für Höhere Bildung und wissenschaftliche Forschung sowie Generalsekretär des Ministeriums für Arbeit und Soziales. Nachdem er zwischen 1979 und 1982 Generalsekretär des Außenministeriums war, fungierte er von 1982 und 1984 als Botschafter in Kanada. Anschließend war er als Berater der Regierung für politische und diplomatische Angelegenheiten tätig. 1992 wurde er Botschafter in Griechenland und verblieb auf diesem Posten bis 1993.
Nach seiner Rückkehr übernahm Dembri 1993 das Amt als Außenminister von Redha Malek, der selbst wiederum am 23. August 1993 als Premierminister übernommen hatte und eine neue Regierung bildete. Das Amt des Außenministers bekleidete Dembri bis 1996 auch in den nachfolgenden Regierungen der Premierminister Mokdad Sifi und Ahmed Ouyahia.
Im Anschluss wurde er 1996 Ständiger Vertreter bei den Vereinten Nationen in Genf und verblieb auf diesem Posten bis 2005. Zugleich war Dembri zwischen 1997 und 2004 als Botschafter beim Heiligen Stuhl akkreditiert. Als Ständiger Vertreter bei der UN in Genf war er 1999 Vorsitzender der Abrüstungskonferenz UNCD (UN Conference on Disarmament) sowie zwischen 2000 und 2001 Vorsitzender der dortigen Arbeitsgruppe für Entwicklungsrechte und anschließend von 2001 bis 2003 Vorsitzender einer Arbeitsgruppe der Kommission für Menschenrechte, ehe er 2004 Vorsitzender des Exekutivkomitees der 101. Sitzung der Internationalen Organisation für Migration (IOM) wurde.
Zuletzt war Dembri von September 2005 bis 2010 als Außerordentlicher und Bevollmächtigter Botschafter im Vereinigten Königreich akkreditiert. Er war ferner Gründer des Nationalen Instituts für globale strategische Studien sowie Autor zahlreicher Artikel in Fachzeitschriften. Er war verheiratet und Vater zweier Kinder.